# Lista över länsvägar i Gävleborgs län
Detta är en lista över länsvägar i Gävleborgs län. 
Numren på de övriga länsvägarna (500 och uppåt) är unika per län, vilket innebär att vägar i olika län kan ha samma nummer. För att hålla isär dem sätts länsbokstaven framför numret.
Rv är för riksvägar. Länsvägar inom länet, även primära, redovisas här utan X.

## Primära länsvägar 100–499
| Väg    | Sträckning |
| ------ | --- |
| 272    | (Uppsala -) Gysinge (56) - Österfärnebo (500, 503) - Årsunda (521) Berga (527) - Trebo (522) - Sandviken (559-559) - Kallhålet (529) - Medskog (302) - Nyåbron (545) - Ockelbo (576 S ansl) - Ockelbo (576 N ansl) - Säbyggeby (303, 546) - Lingbo (586 -586) - Åsbacka - Holmsveden (588) - Lilltjära (83). Genomfart Sandviken: Årsundavägen – Sveavägen - gemensamt med 559, Gävlevägen - Högbovägen |
| 296    | (Orsa -) Dalarnas läns gräns vid Finnsthögst - Voxna (301) - Los (310) - Los (719) - Brännmyra - Kårböle (84) - Nötberget (84) - Jämtlands läns gräns vid Huskölen (-Ytterhogdal) |
| 301    | (Rättvik -) Dalarnas läns gräns vid Finnsthögst - Voxna (296) - Edsbyn (678, 597, 596) - Ovanåker (682) - Alfta (50) |
| 302    | Kungsgården (522) - tpl Åsen (E16) - Åsen (537) - Norrberg (540) - Överbyn (541) - Järbo (542) - Medskog (272) |
| 303    | Säbyggeby (272) - Östby (303.01) - Vittersjö - tpl Hagsta (E4, 574, 583.01) |
| 303.01 | Väg 272 - Östby (303) |
| 305    | Delsbo (84) - Bjuråker (745) - Friggesund (741) – Hedvigsfors (773) - Hassela (307) - Bäckaräng (770) - Norrbäcken - Västernorrlands läns gräns vid Olsbygget (- Stöde) |
| 307    | Hassela (305) - Hassela k:a (769) - Ede - Älgered (741) - Fiskvik (762) - Vade (763) - Berge (758) - Lindsta (E4) |
| 310    | Västbacka (E45) - Hamra (715) - Los (296) - Näsberg – Korskrogen (84) |

## 500–599

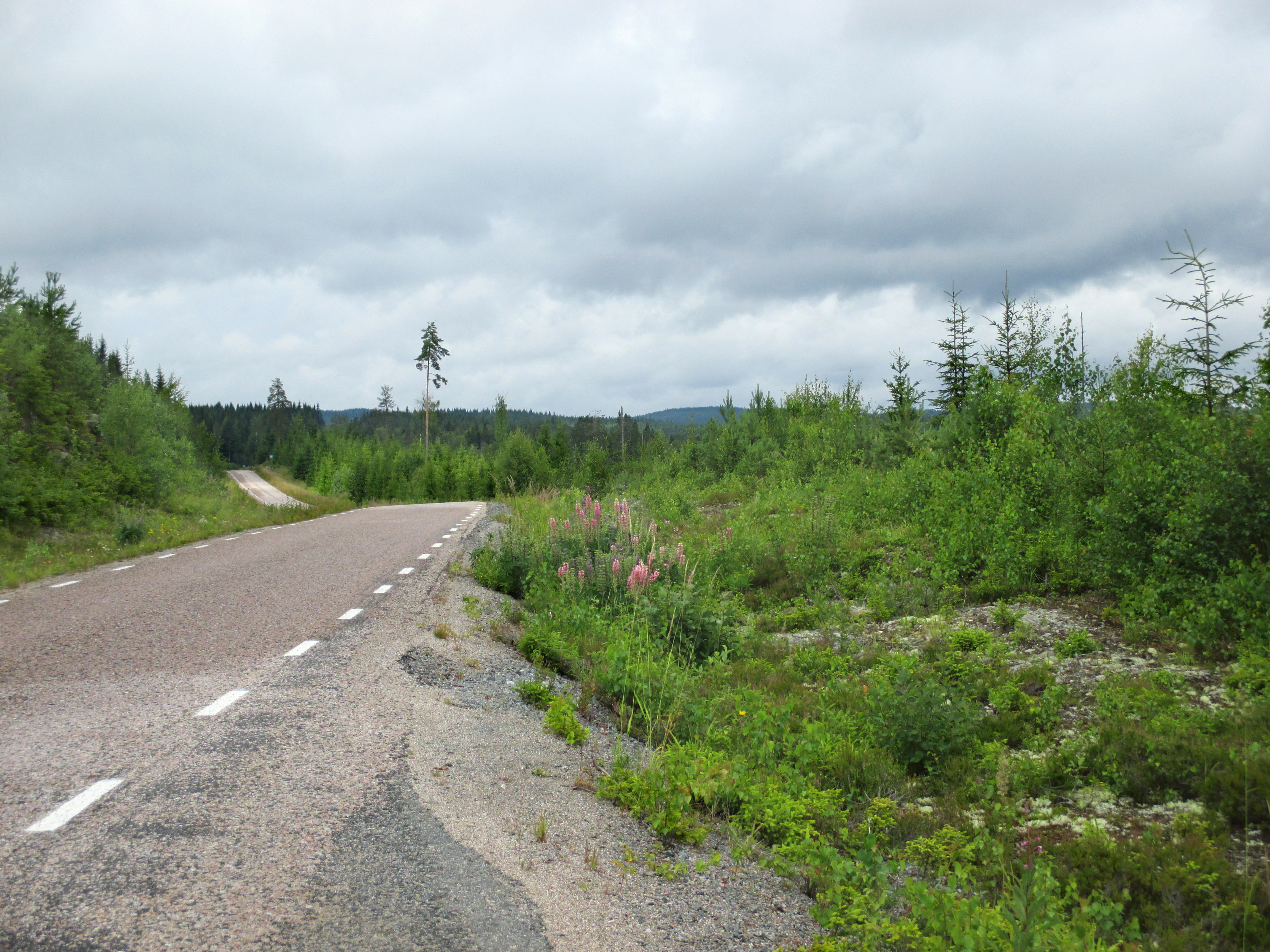
Länsväg X 543 mellan Källsjön och Lövtjärn.

- Länsväg X 500: (By, W 715 –) Dalarnas läns gräns vid Högberget – Bärrek – Ås, Österfärnebo (272)
- Länsväg X 501: (By, W 710 –) Dalarnas läns gräns vid Grönsinka – Grönsinka (502)
- Länsväg X 502: (Horndal, W 721 –) Dalarnas läns gräns vid Grönsinka – Grönsinka (501) – Ängsnäs (503) – Trekanten (515) – norr Östanhede (272)
- Länsväg X 503: Ängsnäs (502) – Stärte kvarn – Österfärnebo kyrka (272)
- Länsväg X 504: (Söderfors C 763 –) Uppsala läns gräns vid Bredforsen – Finnböle (509)
- Länsväg X 506: (Tärnsjö, U 871 –) Västmanlands läns gräns vid Baggbo – Hade (507)
- Länsväg X 507: (Östervåla, U 872 –) Västmanlands läns gräns söder Kolartorp – Hade (506) – Jugansbo (508) – Ön (norra färjeläget) – Hedesunda kyrka (516) – Hedesunda (509) – Brunnsheden (Rv56)
- Länsväg X 508: Jugansbo (507) – Sevallbo – Uppsala läns gräns vid Ingsån (– Söderfors, C 760)
- Länsväg X 509: Alderhulten (272) – Vinnersjö – Hedesunda (Rv56) – Brunn (507) –Finnböle (504) – Hästbo (531) – trafikplats Gävle Södra (E4, Rv76)
- Länsväg X 510: (Svinöhed, W 764 –) Dalarnas läns gräns vid Stigsbo – Vallbyheden (– 514)
- Länsväg X 511: Vallbyheden (Rv68) – Solberga (513)
- Länsväg X 512: Tavelbacken (Rv68) – Torsåker (513)
- Länsväg X 513: Tjärnäs (514) – Berg (Rv68) – Solberga (511) – Torsåker (512, 515) – Vij (Rv68)
- Länsväg X 514: Vallbyheden (Rv68) – Tjärnäs (513) – Hofors (E16)
- Länsväg X 515: Östanhede (272) – Trekanten (502) – Gammelstilla – Torsåker (513)
- Länsväg X 516: Ålbo (Rv56) – Hedesunda kyrka (507)
- Länsväg X 517: Storvik (522) – Storvik järnvägsstation (Tingsgatan)
- Länsväg X 518: Nor (521) – Hammarby – Storvik (522)
- Länsväg X 520: Västerberg (522) – Yttermyra (521)
- Länsväg X 521: Årsunda (272) – Gavelhyttan – Nor (518) – Yttermyra (520) – Mom (522)
- Länsväg X 522: trafikplats Tegelbruket (Rv68, E16) – Storvik (518) – Västerberg (520) – trafikplats Mom (E16, 521) – Kungsgården (302) – ramp i trafikplats Hillsta (E16) – Stigen – B216Sätra – Säljan – Sandviken, Trebo (272)
- Länsväg X 524: Hyttmarken (272) – Hyttmarken (525)
- Länsväg X 525: Årsunda (272) – Hyttmarken (524) – Berga (527) – Främlingshem (Rv56)
- Länsväg X 527: Berga (525) – Norrbo (272)
- Länsväg X 529: Kallhålet (272) – Bovik – Forsbacka, Värdshusvägen (559)
- Länsväg X 530, Harnäs (Rv 76) - Ytterharnäs - Harnäs (Rv 76). Länsvägen har uppgått i annan.
- Länsväg X 531: Stackbo (Rv56) – Jordåsen – Hästbo (509)
- Länsväg X 532: väg genom Harnäs till Uppsala läns gräns vid Harnäs (–Skutskär C 788)
- Länsväg X 533: Södra Kungsvägen (Rv76) – Nygårdarna (Korsnäsvägen) – Graneberg (Korsnäsvägen) – Knaperåsen (Rv76)
- Länsväg X 536: Mårtsbo – Järvsta (Rv76)
- Länsväg X 537: (Svärdsjö, W 880 –) Dalarnas läns gräns vid Stocksbo – Åshammar (538) – Åsen (302)
- Länsväg X 538: Åshammar (537) – Åshammars järnvägsstation
- Länsväg X 540: Kungsgården (522) – Backberg– Norrberg (302)
- Länsväg X 541: Sandviken (272, 559) – Jäderfors – Överbyn (302)
- Länsväg X 542: Järbo (302) – Kungsfors (544) – Värmland (545) – Jädraås – Sand (547)
- Länsväg X 543: Sand (547) – Källbo (609)
- Länsväg X 544: Kungsfors (542) – Kungsberg
- Länsväg X 545: Värmland (542) – Brattfors – Nyåbron (272)
- Länsväg X 546: Säbyggeby (272) – Strömsborg (579) – Vallsbo (548) – Åmot (547) – Katrinebergs kapell – Gruvberget (609) – Annefors (613) – Alfta (Rv50)
- Länsväg X 547: (Svartnäs, W 850 –) Dalarnas läns gräns vid Vällingbäck – Sand (543, 542) – Åmot (546)
- Länsväg X 548: Vallsbo (546) – Mo (549) – Säbyggeby (272)
- Länsväg X 549: Mo (548) – Mo grindar (272)
- Länsväg X 551: Västanbyn (272) – Bäck – Valbo köpcentrum (Valbovägen)
- Länsväg X 552: Forsbacka (559) – trafikplats Forsbacka (E16)
- Länsväg X 553: Forsbacka (559) – Forsbacka Värdshus – Forsbacka (559)
- Länsväg X 555: Rörberg (Rv56) – Gävle-Sandviken flygplats
- Länsväg X 559: ramp i trafikplats Sandviken Västra (E16) – ramp i trafikplats Sandviken Östra (E16) – Forsbacka (552) – Värdshusvägen (529, 553, 553) – Överhärde (Rv56)
- Länsväg X 563: Lervik (Lerviksvägen) – Bönan – Utvalnäs
- Länsväg X 567: Åbyggeby (S Åbyggebyvägen) – Oslättfors
- Länsväg X 569: Björke (583) – Oppala
- Länsväg X 570: Hilleheden (583) – Hillevik – Eskön
- Länsväg X 571: Trödje (583) – Trödje skola
- Länsväg X 573: Trödje murar (583) – Säljemar – Iggön
- Länsväg X 574: trafikplats Hagsta (303) – Råhällan
- Länsväg X 575: Hamrångefjärden (583) – Sand (577) – Norrsundet (575.03)
  - Länsväg X 575.02: Norrsundet (575) – Norrsundet (575.03)
  - Länsväg X 575.03: Norrsundet (575) – Norrsundet (575.03)
- Länsväg X 576: Ockelbo (272, söder om anslutning – Ockelbo kyrka (579) – Ockelbo C (272, norr om anslutning)
- Länsväg X 577: Bergby (578) – Häckelsäng – Sand (575)
- Länsväg X 578: Berg (583) – väg 578.01 – Bergby (577) – Vifors (583)
  - Länsväg X 578.01: Berg (578) – Berg (583)
- Länsväg X 579: Ockelbo kyrka (576) – Vi (580) – Strömsborg (580, 546)
- Länsväg X 580: Vi (579) – Ulvsta– Strömsborg (579)
- Länsväg X 583: trafikplats Gävle Norra (E4) – trafikplats Travbanan (N Kungsgatan) – trafikplats Lexvall (Strömsbrovägen) – Avan (Bönavägen) – Trödje – Hamrångefjärden (575) – Hagsta (583.01) – Axmartavlan (583.02) – Axmarby – Vallviksvägskälet (630) – Ljusne (629) – Ljusnebron (633) – Ljusne (Smedsvägen) – Ala (633) – Skallgårdssund (635) – Sandarne – Östanbo (635) – Flygstaden (639, 639.01) – Hällåsen (642) – Vågbro (643) – Borg (583.03) – Källene (583.03) – Kungsgården (641, 648, 654) – 583.04 till trafikplats Losjö – Vedmora (673, 665) – Enånger (672, 667) – Njutångers kyrka (663) – Iggesund (669) – trafikplats Björka (Rv84, 748). Genomfart Söderhamn: Flygvägen – Trädgårdsgatan – Källgatan – Tåggatan – Granvägen – Norralavägen
  - Länsväg X 583.01: Hagsta (583) – trafikplats Hagsta (303)
  - Länsväg X 583.02: Axmartavlan (583) – E4
  - Länsväg X 583.03: Borg (583) – Källene (583)
  - Länsväg X 583.04: väg 583 – trafikplats Losjö (E4)
- Länsväg X 584: Lingbo (586) – Lingbo hållplats
- Länsväg X 585: Långbo (272) – Hemstanäs – Holmsveden (272)
- Länsväg X 586: Lingbo (272 söder om anslutning) – Lingbo (584) – Lingbo (norr om anslutning 272)
- Länsväg X 588: Holmsveden (272) – Stråtjära (Rv83) – Bergvik (629, 625) – Myskje (640) – Mokorset (621) – Korset (Rv50)
- Länsväg X 589: Källmyran (588) – Skogs kyrka – Stråtjära (588)
  - Länsväg X 589.01: Skogs kyrka (589) – Rv83
- Länsväg X 590: Sibo (Rv83) – Lilltjära (Rv83)
- Länsväg X 594: Voxnabruk – Nybro (296)
- Länsväg X 595: Voxsätter (Rv83) – Lenninge (Rv83)
- Länsväg X 596: Kammahav (Rv50) – Talla (606) – Edsbyn (598, 301)
- Länsväg X 597: Norra Torget i Edsbyn (301) – Ö Centralgatan, Edsbyn (599) – Södra torget i Edsbyn – Muckeltjärnen (599)
- Länsväg X 598: Edsbyn (596) – Ämnebo – Acktjärn (301)
- Länsväg X 599: Långgatan, Edsbyn (597) – Muckeltjärnen (301)

## 600–699
- Länsväg X 601: Alfta (301 väster om anslutning) – Storsveden (683) – Västanån (684) – Knaggatorget (610) – Alfta (Rv50 öster om anslutning)
- Länsväg X 604: Älvkarhed (Rv50) – Viksjöfors (605)
- Länsväg X 605: Ovanåkers kyrka (301) – Viksjöfors (606, 604) – Malvik (301)
- Länsväg X 606: Talla (596) – Grängsbo – Viksjöfors (605)
- Länsväg X 609: (Svartnäs, W 877 –) – Dalarnas läns gräns vid Baståsen – Källbo (543) – Gruvberget (546)
- Länsväg X 610: Knaggatorget (601) – Alfta (610.01) – FMV (619)
  - Länsväg X 610.01: Alfta (610) – Alfta järnvägsstation
- Länsväg X 611: Höstbodarna (613) – Flugbo – Hällbo (614) – Kilafors (Rv83)
- Länsväg X 612: Kilafors (Rv83) – Kilafors järnvägsstation – Kilafors (Rv83)
- Länsväg X 613: Annefors (546) – Höstbodarna (611) – Gässlingsbo – Sunnerstaholm (614) – Brunnmyra (615) – Granberg – Bollnäs (Rv50)
- Länsväg X 614: Hällbo (611) – Hå (616) – Görtsbo (617) – Sunnerstaholm (613)
- Länsväg X 615: Edstuga (620) – Brunnmyra (613)
- Länsväg X 616: Hå (614) – Markmyran (617) – fd Granbo hållplats (618) – Böle (Rv83)
- Länsväg X 617: Markmyran (616) – Görtsbo (614)
- Länsväg X 618: Fd Granbo hållplats (616) – Granbo (Rv83)
- Länsväg X 619: Alfta (Rv50) – FMV (610) – Runemo (686) – Söräng (Rv50)
- Länsväg X 620: Söräng (Rv50) – Sörbo – Freluga (620.01) – Edstuga (615) – Sävstaås (Rv50)
  - Länsväg X 620.01: Freluga (620) – Bodåker (Rv50)
- Länsväg X 621: Norrbyn (Rv83, 624) – Segersta kyrka (623) – Landafors (622) – Bodarne (625, 628) – Mokorset (588, 627)
- Länsväg X 622: Landafors (621) – Svedja
- Länsväg X 623: Segersta kyrka (621) – Bäckänge – Vevlinge (Rv50)
- Länsväg X 624: Hälla (Rv83) – Hanebo kyrka – Norrbyn (Rv83, 621)
- Länsväg X 625: Bodarne (621) – Österbacken (625.01) – Bergvik (625.02) – Bergvik (588)
  - Länsväg X 625.01: Österbacken (625) – Vannsätter
  - Länsväg X 625.02: Bergvik (625) – Bergviks järnvägsstation
- Länsväg X 626: Korset (588) – Kinsta (Rv50)
- Länsväg X 627: Florhed (Rv50) – Mo kyrka (628) – Mohed (627.01) – Mokorset (621)
  - Länsväg X 627.01: Mohed (627) – Mohed (Rv50)
- Länsväg X 628: Bodarne (621) – Mo kyrka (627)
- Länsväg X 629: Bergvik (588) – Järvsjön – trafikplats Sörljusne (E4) – Ljusne (583)
- Länsväg X 630: Vallviksvägskälet (583) – Vallvik
- Länsväg X 633: Hov (Rv50) – Söderala (637) – Ellne (633.01) – Siggesta (633.01 ) – Onsäng (634) – trafikplats Höljebro (E4) – Ljusnebron (583) – Ljusne (Smedsvägen) – Ala (583)
  - Länsväg X 633.01: Ellne (633) – Siggesta (633)
- Länsväg X 634: Askesta – Onsäng (633) – Karmor
- Länsväg X 635: Skallgårdssund (583) – Östanbo (583)
- Länsväg X 637: Kinsta (640) – Heden (641.01 – 641) – Söderala (633)
- Länsväg X 639: Blötängarna (642) – Östansjö – Flygstaden – väg 583
- Länsväg X 640: Myskje (588) – Marmaverken – Kinsta (637, Rv50)
- Länsväg X 641: Heden (637, 641.01) – Norrbyn (Rv50) – Kungsgården (583)
  - Länsväg X 641.01: Heden (641) – Heden (637)
- Länsväg X 642: trafikplats Söderhamn Södra (E4, Rv50) – Blötängarna (639) – Hällåsen (583)
- Länsväg X 643: Vågbro (583, 644) – Forsbacka – Utvik
- Länsväg X 644: Vågbro (643) – Svartvik (645) – Skärså – Notskär
- Länsväg X 645: Altorp (583) – Norrala kyrka (646) – Svartvik (644)
- Länsväg X 646: Ale (648) – Norrala kyrka (645)
- Länsväg X 648: Kungsgården (583) – Ale (646) – Sandbacken (583)
- Länsväg X 649: Västerböle (Rv50) – Regnsjö kyrka (650) – Österböle (651)
- Länsväg X 650: Rengsjö kyrka (649) – Ö Höle (651)
- Länsväg X 651: Arbrå (Rv83, 656) – Forsbro (659) – Forneby (658) – Flästa – Växbo (653) – Ö Höle (650) – Österböle (649) – Glössbo (Rv50)
- Länsväg X 652: Glössbo (Rv50) – Trönö kyrka (654)
- Länsväg X 653: Ren (Rv50) – Röstebo – Växbo (651)
- Länsväg X 654: Kungsgården (583) – Trönö kyrka (652) – Storsjön
- Länsväg X 656: Koldemo (Rv83) – Arbrå (688) – Arbrå (651)
- Länsväg X 657: Arbrå (Rv83) – Arbrå kyrka
- Länsväg X 658: Forneby (651) – Forsbro (659) – Hänsätter (663)
- Länsväg X 659: Forsbro (651) – Forsbro (658)
- Länsväg X 660: Iste (663) – Nor (703) – Stene (700)
- Länsväg X 662: Vallsta (Rv83) – Vallsta jvstn – Vallsta (Rv83)
- Länsväg X 663: Vallsta (Rv83) – Norränge (663.01) – Hänsätter (658) – Iste (660) – Niannoret – Nianfors – Näcksjö (667) – Västtjär (668) – trafikplats Njutånger (E4) – Sundsätter (663.02) – Njutångers kyrka (583)
  - Länsväg X 663.01: Norränge (663) – Orbaden – Orbaden Rv83
  - Länsväg X 663.02: Sundsätter (663) – Backa (583)
- Länsväg X 664: Lindefallet (583) – Lindefallet (583)
- Länsväg X 665: Boda bruk – Vedmora (583)
- Länsväg X 667: Enånger (672) – trafikplats Enånger (E4) – Bäckmora (668) – Näcksjö (663) – Horne (670) – Häggnäs (671) – Tövsätter (675) – Sörforsa (669) – trafikplats Hedsta (Rv84) – Hedsta – Bäck (Rv84)
- Länsväg X 668: Bäckmora (667) – Västtjär (663)
- Länsväg X 669: Iggesund (583) – trafikplats Iggesund (E4) – Ölsund (670) – Sörforsa (667)
- Länsväg X 670: Horne (667) – Lumnäs – Rödmyra – Ölsund (669)
- Länsväg X 671: Häggnäs (667) – Trogsta (675) – Medvik (Rv84)
- Länsväg X 672: Svedja (583) – Enånger (667) – Nyåker (674 – 674.01) – Brattbergsbacken (583)
- Länsväg X 673: Vedmora (583) – trafikplats Ångersjön (E4) – Heda – Långvind
- Länsväg X 674: Nyåker (672) – Nyåker (674.01) – Haga (712) – Borka
  - Länsväg X 674.01: Nyåker (674) – Nyåker
- Länsväg X 675: Trogsta (671) – Tövsätter (667)
- Länsväg X 676: Håsta (748) – Visvallsvägen/Idenorsvägen – Idenors kyrka – Saltvik
- Länsväg X 677: Uvabo (296) – Ö Born (301)
- Länsväg X 678: Norra torget i Edsbyn (301) – Ullungsfors (681) – Öjung (678.01) – Stocksbo (696) – Färila (Rv84)
  - Länsväg X 678.01: Öjung (678) – Öjungs kapell
- Länsväg X 679: Galvån (Rv83) – Lottefors (Rv83)
- Länsväg X 680: Norredsbyn (301) – Ö Roteberg (681)
- Länsväg X 681: Ullungsfors (678) – Ö Roteberg (680) – Ropra (682) – Silfors (681.01) – Långhed (684)
  - Länsväg X 681.01: Silfors - Silfors
- Länsväg X 682: Ovanåker (301) – Ovanåker (682.01) – Ropra (681) – Ryggesbo – Sidskogen (690) – Grönås (695) – Tå (Rv83) 
  - Länsväg X 682.01: Ovanåker (682) – Ovanåkers kyrka
- Länsväg X 683: Storsveden (601) – Storsveden (601)
- Länsväg X 684: Västanå (601) – Näsbyn (685) – Långhed (681) – Röstabo – Lillbo – Långbo
- Länsväg X 685: Näsbyn (684) – Hässja (688) – Gäddvik (686) – Eriksnäsbo – Bollnäs (Rv50, Rv83)
- Länsväg X 686: Runemo (619) – Gäddvik (685)
- Länsväg X 688: Hässja (685) – Galven – Arbrå (Rv83) – Arbrå (656)
- Länsväg X 689: Galvån (Rv83) – Åsbacka
- Länsväg X 690: Sidskogens by – Sidskogen (682) – Fluren – Simeå (691)
- Länsväg X 691: Simeå (Rv83) – Simeå (Rv83)
- Länsväg X 692: Löräng (Rv83) – Sörby
- Länsväg X 693: Djupa (Rv83) – Undersvik – Karsjö (Rv83)
- Länsväg X 695: Grönås (682) – Rödmyra (696)
- Länsväg X 696: Stocksbo (678) – Rödmyra (695) – Rossla (709) – Sörvåga (Rv83)
- Länsväg X 698: Ygskorset (Rv84) – Sjövästa (699) – Skriksvik (709) – Skästra (698.01, Rv83)
  - Länsväg X 698.01: Skästra (698) – Skästra (Rv83)
- Länsväg X 699: Sjövästa (698) – Storhaga (Rv83)

## 700–799
- Länsväg X 700: Järvsö (Rv83, 701, 702) – Järvsö kyrka (710) – Stene (660, 704) – Nordsjö (703) – Delsbo (706, Rv84)
- Länsväg X 701: Järvsö (700) – Järvsö järnvägsstation – Järvsö (Rv83)
- Länsväg X 702: Järvsö (700) – godsmagasin Järvsö järnvägsstation
- Länsväg X 703: Nor (660) – Nordsjö (700)
- Länsväg X 704: Stene (700) – Säljesta – Hybo (705) – Kläppa, Ljusdal (Rv84)
- Länsväg X 705: Hybo (704) – Gryttjesbo (Rv84)
- Länsväg X 706: Delsbo (700) – Delsbo fd järnvägsstation – Stenhammar (708)
- Länsväg X 708: Stenhammar (Rv84, 706) – Svedja – Fredriksfors (Rv84)
- Länsväg X 709: Rossla (696) – Skålbo – Skriksvik (698)
- Länsväg X 710: Järvsö (700) – Lillälvsgården
- Länsväg X 710.01: Järvsö (710) – Järvsö kyrka
- Länsväg X 712: Haga (674) – Finnicka
- Länsväg X 714: Bjuråkers kyrka (305) – Bjuråkers kyrka (305)
- Länsväg X 715: Hamra (310) – Björkberg
- Länsväg X 716: Sandsjö (310) – Sandsjö
- Länsväg X 717: Fd Lillhamra hållplats – Lillhamra (E45)
- Länsväg X 718: Tandsjöborg (E45) – fd Tandsjöborgs hållplats
- Länsväg X 719: Fågelsjö by – Fågelsjö (719.01, E45) – Rullbo – Gruvbyn, Los (296)
- Länsväg X 719.01: Fågelsjö (719) – fd Fågelsjö hållplats
- Länsväg X 720: Gruvbyn, Los (296) – Norrbyn, Los (310)
- Länsväg X 721: Los (296) – Los kyrka
- Länsväg X 723: Färila kyrka (Rv84) – Föne – Heden (Rv83)
- Länsväg X 724: (Ytterhogdal, Z 521 –) Jämtlands läns gräns vid Huskölen – Strandbodarna – Strömshed (S bro över Ljusnan) – Kårböle (Rv84)
- Länsväg X 725: Sörvåga (Rv83) – Skästra (Rv83)
- Länsväg X 727: Ljusdal (Rv84) – Sjöbo (728) – Överälve (740) – Västansjö (305)
- Länsväg X 728: Sjöbo (727) – Kajvallen – Västerstråsjö (771)
- Länsväg X 730: Hennan (Rv83) – Norrvälje
- Länsväg X 731: Ljusdal (Rv83) – Ångsäter – Tallåsen – Skogsta (Rv83)
- Länsväg X 733: Letsbo (Rv83) – Loster
- Länsväg X 734: Bäckan (Rv83) – Gåda – Sund – Ramsjö (735)
- Länsväg X 735: Laforsen (Rv84) – Tevansjö – Ramsjö (734, Rv83)
- Länsväg X 736: Mellansjö (Rv83) – Nylandet – Västernorrlands läns gräns sydväst om Grundsjö (– Erikslund, Y 514)
- Länsväg X 738: Långbacka (Rv84) – Sörväna (739) – Smedsbo (740)
- Länsväg X 739: Sörväna (738) – Ljusbacken (740)
- Länsväg X 740: Överälve (727) – Smedsbo (738) – Ljusbacken (739) – Vi (305) – Delsbo kyrka (743)
- Länsväg X 741: Friggesund (305) – Strömbacka – Älgered (307)
- Länsväg X 742: Stenhammar (Rv84) – Delsbo kyrka (743)
- Länsväg X 743: Ava (305) – Delsbo kyrka (740, 742) – Näsbyn (744) – Norrboån (745)
- Länsväg X 744: Näsbyn (743) – Myra
- Länsväg X 745: Bjuråker (305) – Norrboån (743) – Hålsjö (757) – Tussmora (753.02) – Hamre (753) – Tomta (752) – Vålsta (751) – Hjortsta (750) –  (749) – Hälsingtuna (745.01) – Tunbyn (758)
- Länsväg X 745.01: Hälsingtuna (745) – Hälsingtuna kyrka och prästgård
- Länsväg X 748: trafikplats Björka (Rv84, 583) – Håsta (676) – Hudiksvalls centrum (E4.30) – Sanna – Fläsbro (778) – E4
- Länsväg X 749: Västanåker (750) – Högs kyrka (745)
- Länsväg X 750: Hjortsta (745) – Västanåker (749) – Gia (758)
- Länsväg X 751: Forsa kyrka (Rv84) – Vålsta (745)
- Länsväg X 752: Medvik (Rv84) – Tomta (745)
- Länsväg X 753: Veda (Rv84) – Böle (753.01) – Näsviken (754) – Sågbäcken (753.02) – Hamre (745)
  - Länsväg X 753.01: Böle (753) – Byberg (754)
  - Länsväg X 753.02: Sågbäcken (753) – Norrbo (745)
- Länsväg X 754, trafikplats Byberg (Rv84) - Byberg (753.01) - Näsviken (753)
- Länsväg X 756: Åsbro (768) – Byn (758)
- Länsväg X 757: Hålsjö (745) – Gammelsträng
- Länsväg X 758: Hudiksvall, Fors (E4.30) – Tunbyn (745) – Mo – Skogsta (758.03) – Gia (750) – Ilsbo– Vattlång (760) – Högen (758.02) – Bergsjö kyrka (763) – Berge (307) – Öster Grängsjö (768) – Byn (756) – Frästa (766) – Gnarps kyrka (767) – Röde (765) – Gnarp (E4)
  - Länsväg X 758.02: Högen (758) – Högen (758)
  - Länsväg X 758.03: Skogsta (758) – E4
- Länsväg X 759: Välsta (E4) – Silja
- Länsväg X 760: Vattlång (758) – Ösänget (761) – Hånick – Harmånger (E4)
- Länsväg X 761: Ösänget (760) – Svedja – Vattrång (E4)
- Länsväg X 762: Fiskvik (307) – Lillbodarna – Knoppe
- Länsväg X 763: Bergsjö kyrka (758) – Bergsjö (763.01) – Vade (307)
- Länsväg X 763.01: Bergsjö (763) – Bergsjö (763)
- Länsväg X 765: Röde (758) – Åckne (766)
- Länsväg X 766: Frästa (758) – Gnarps järnvägsstation – Åckne (767, 765, E4)
- Länsväg X 767: Gnarps kyrka (758) – Åckne (766)
- Länsväg X 768: Östergrängsjö (758) – Åsbro (756) – Gällstavallen – Västernorrlands läns läns gräns vid Ortsjö (–Lucksta, Y 544)
- Länsväg X 769: Hassela kyrka (307) – Västernorrlands läns gräns vid Malungen (– Lucksta, Y 548)
- Länsväg X 770: Bäckaräng (305) – Kölsjön – Västernorrlands läns gräns vid Styggberg (– Torpshammar, Y 533)
- Länsväg X 771: Norrhavra (772) – Västerstråsjö (728) – Norrberg (772)
- Länsväg X 772: Svedjebo (305) – Holmberg – Norrhavra (771) – Norrberg (771) – Ängebo (773)
- Länsväg X 773: Hedvigsfors (305) – Ängebo (772) – Skån – Västernorrlands läns gräns vid Naggen (– Torpshammar, Y 539)
- Länsväg X 774: Hedvigsfors (305) – Hedvigsfors
- Länsväg X 775: Östanbräck – Tolsta (777) – Ingsta (778)
- Länsväg X 777: Tolsta (775) – Lingarö
- Länsväg X 778: Fläsbro (748) – Rogsta kyrka (780) – Ingsta (775) – Håcksta – Arnön (778.01) – Kuggören (778.02)
  - Länsväg X 778.01: Arnön (778) – Arnön (778)
  - Länsväg X 778.02: Kuggören (778) – Kolansbryggan
- Länsväg X 780: Rogsta kyrka (778) – Via (781)
- Länsväg X 781: Välsta (E4) – Via (780) – Bästdal – Strömsbruk (782) – Gravböleåsen (782) – Bringsta (784) – Harmånger (781.01, E4). Vägen är skyltad som omledningsväg för E4.
  - Länsväg X 781.01: Harmånger (781) – Harmånger (E4)
  - Länsväg X 781.02: Harmånger (781) – rastplats Harmånger
- Länsväg X 782: Strömsbruk (781) – Stocka (783) – Gravböleåsen (781)
- Länsväg X 783: Stocka (782) – Rönnskär
- Länsväg X 784: Bringsta (781) – Skarvtjärn – Lönnånger
- Länsväg X 785: Gärde (E4) – Jättendals kyrka (786)
- Länsväg X 786: Lindsta (E4, 786.01) – Jättendals kyrka (785) – Håcksta (789) – Mellanfjärden
  - Länsväg X 786.01: Lindsta (786) – Lindsta
- Länsväg X 787: Gnarp (E4) – Gällsta – Sörfjärden (790) – Sörfjärden
- Länsväg X 788: Gryttje (792) – Norrfjärden (790) – Norrfjärden
- Länsväg X 789: Håcksta (786) – Hårte
- Länsväg X 790: Sörfjärden (787) – Norrfjärden (788)
- Länsväg X 791: Årskogen (E4) – Årskogen (E4)
- Länsväg X 792: Åckne (E4) – Gryttje (788) – Tjärnvik (E4)